# Arataca
Arataca est une municipalité brésilienne de l'État de Bahia.
Sa population était estimée à 10 403 habitants en 2013 et elle s'étend sur 396,086 km2.
Elle appartient à la Microrégion d'Ilhéus-Itabuna dans la Mésorégion du Sud de Bahia.

## Maires
| Période | Période | Identité         | Étiquette | Qualité |
| ------- | ------- | ---------------- | --------- | ------- |
| 2009    | 2012    | Agenor Birschner | PMDB      |         |